# Sauris isocraspeda
Sauris isocraspeda är en fjärilsart som beskrevs av Louis Beethoven Prout 1958. Sauris isocraspeda ingår i släktet Sauris och familjen mätare. Inga underarter finns listade.